# Beaulieu (Nièvre)
Beaulieu község Franciaország Burgundia-Franche-Comté régiójában, Nièvre megyében. 2016. január 1-jén a korábbi Beaulieu, Dompierre-sur-Héry és Michaugues község egyesült, és az így létrejött új község átvette (megtartotta) a Beaulieu nevet. A három korábbi település delegált község státusszal az új község része lett.
Lakosainak száma 25 fő (2018. január 1.). Beaulieu Moraches, Héry, Guipy, Neuilly, Brinon-sur-Beuvron, Dompierre-sur-Héry és Michaugues községekkel határos.

## Népesség
A település népességének változása:
| Lakosok száma | 31   | 30   | 176  | 27   | 25   |
|               | 2013 | 2015 | 2016 | 2017 | 2018 |